# Martin Lutero (film 1953)
Martin Lutero  (Martin Luther) è un film del 1953 diretto da Irving Pichel.